# Jan Darmovzal
Jan Darmovzal (* 11. října 1990) je český sportovec a záložník. Dne 5. září 2024 byl zadržen venezuelskou armádou při turistické návštěvě Venezuely. Meziamerická komise pro lidská práva (IACHR) vydala v jeho prospěch předběžná opatření a Pracovní skupina Organizace spojených národů (OSN) pro nucená nebo nedobrovolná zmizení zjistila, že Janovo zatčení bylo součástí systému svévolných zadržení a nucených zmizení ve Venezuele. Místo jeho pobytu není v současné době známo.

## Životopis
Darmovzal vystudoval management a sportovní studia na Masarykově univerzitě v Brně a později dálkově práva na Londýnské univerzitě. Zájem o mezinárodní vztahy přivedl Jana Darmovského k dobrovolnické činnosti na Západním břehu Jordánu. Pět let také žil v Singapuru, kde absolvoval stáž v Gateway Law Corporation a účastnil se pro bono programu Singapurské advokátní komory.
Po návratu do České republiky pracoval krátce ve státní správě a poté vstoupil do armády, kde absolvoval dělostřelecký výcvik a byl aktivním záložníkem u 43. výsadkového pluku v Chrudim.
V srpnu 2024 odcestoval ze španělského Madridu do Venezuely v rámci dobrodružné turistiky.

## Zadržení ve Venezuele
Dne 5. září 2024 byl zatčen příslušníky venezuelských ozbrojených sil ve městě San Fernando de Atabapo ve státě Amazonas. Jan byl zatčen spolu se dvěma Španěly a třemi Američany a 14. září ho Diosdado Cabello, venezuelský ministr vnitra a spravedlnosti, spojil se CIA a evropskými žoldáky a obvinil ho z účasti na údajném spiknutí s cílem "destabilizovat zemi". Do roku 2025 však nebyly veřejně předloženy žádné důkazy, které by tato obvinění potvrzovaly, a obvinění venezuelské vlády vůči němu nebyla doložena.
Mluvčí českého ministerstva zahraničí Daniel Drake obvinění odmítl a prohlásil, že se nezakládají na pravdě. Česká vláda požádala o informace a konzulární přístup venezuelskou vládu prostřednictvím svého velvyslanectví v Bogotě, současně ve Venezuele, ale od administrativy Nicoláse Madura nedostala jasnou odpověď. Darmovzalova rodina obvinění vůči němu rovněž kategoricky odmítla.
Dne 31. října 2024 vydala Meziamerická komise pro lidská práva (IACHR) předběžné opatření ve prospěch Darmovzala, v němž požadovala, aby venezuelský stát podal zprávu o jeho současné situaci, a uvedla, že čelí „vážné a naléhavé situaci, kdy mu hrozí nenapravitelná újma“. Pracovní skupina Organizace spojených národů (OSN) pro násilná nebo nedobrovolná zmizení zjistila, že Janovo zatčení bylo součástí svévolného zadržování a násilných zmizení ve Venezuele.
K 6. dubnu 2025 Darmovzal ukončil sedm měsíců nuceného zmizení, aniž by mohl komunikovat se svou rodinou nebo právníkem a aniž by bylo možné zjistit místo jeho pobytu, fyzický stav nebo právní postavení. Předchozí měsíc nevládní organizace Foro Penal zdokumentovala 66 zahraničních politických vězňů ve Venezuele, včetně osob z Argentiny, Kolumbie, Kuby, České republiky, Ekvádoru, Německa, Itálie, Guyany, Nizozemska, Peru, Španělska, Ukrajiny a Uruguaye..

## Osobní život
Jeho rodina, zejména matka, se v Praze účastnila veřejných akcí požadujících Darmovzalovo propuštění, včetně koncertu venezuelské klavíristky Gabriely Montero, jeho otec je podnikatelem na jižní Moravě.